# Лифар Сергій Іванович
Сергі́й Іва́нович Лифар — капітан, Державна прикордонна служба України, учасник російсько-української війни.

## Життєпис
Уродженець Шполянського району. Вчився у місцевій школі № 2, 10 клас закінчував у школі № 1. Після закінчення школи вирішив обрати військову службу. Не вступивши з першого разу до військового училища, Сергій Лифар пішов служити в армію. Після строкової в Забайкаллі вступає до школи прапорщиків. Повернувшись додому, одружився, та з дружиною повернувся на службу в місто Сретенськ.
Після розвалу СРСР повернувся додому та склав присягу на вірність народові Україні. 1994 року екстерном склав іспити у Інституті Прикордонних військ України.
Нагороджений медаллю, за вислугою років капітан Лифар звільнився в запас. Родина виховувала сина Олександра та доньку Марину, Сергій їздив допомагати мамі, Поліні Іванівні.
13 червня 2014 року капітан Лифар призваний на військову службу. Капітан; 10-й мобільний прикордонний загін ДПСУ. Двадцять дві доби бійці вели бій проти проросійських терористів і під обстрілами з території країни-агресора — Російської федерації, прорив тривав 3 доби, бійці вийшли до українських сил у районі Савур-могили та Амвросіївки. Загинув 7 серпня під час обстрілу колони при виході з оточення в «Довжанському котлі» біля Червонопартизанська та КПП «Довжанський», тоді полягло іще 6 бійців, 17 зникли безвісти.
В останню дорогу капітана Лифаря проводжало все село.
Син продовжив справу батька і навчався у Навчальному центрі підготовки молодших спеціалістів в Оршанці.

## Нагороди та відзнаки
21 серпня 2014 року — за особисту мужність і героїзм, виявлені у захисті державного суверенітету та територіальної цілісності України, вірність військовій присязі під час російсько-української війни, відзначений — нагороджений орденом «За мужність» III ступеня (посмертно).
17 листопада 2016 року — нагороджений відзнакою «Почесний громадянин міста Черкаси».

## Вшанування пам'яті
- У Черкасах існує провулок Капітана Лифаря[2].
- його портрет розміщений на меморіалі «Стіна пам'яті полеглих за Україну» у Києві: секція 2, ряд 7, місце 25
- вшановується 7 серпня на щоденному ранковому церемоніалі вшанування захисників України, які загинули цього дня у різні роки внаслідок російської збройної агресії на Сході України.[3]